# Dimítris Nikoláou
Dimítrios « Dimítris » Nikoláou  (en grec Δημήτριος «Δημήτρης» Νικολάου), né le 13 août 1998 à Chalcis en Grèce, est un footballeur grec qui évolue au poste de défenseur central au SSC Bari.

## Biographie

### Carrière en club

#### Olympiakos
Né à Chalcis en Grèce, Dimítris Nikoláou est formé à l'Olympiakos Le Pirée. Il fait ses débuts en professionnel le 25 janvier 2017, lors d'un match de Coupe de Grèce contre l'Aris Salonique (match nul 1-1). Il est titularisé quatre jours plus tard en Superleague Ellada contre le PAE Veria (victoire 1-2). Il inscrit son premier but en pro le 2 février de la même année, lors du match retour de Coupe de Grèce contre l'Aris Salonique, permettant ainsi à son équipe de remporter le match par deux buts à zéro.
Nikoláou participe à la Ligue des champions, faisant ses débuts dans cette compétition le 27 septembre 2017, en match de groupe face à la Juventus Turin où il est titulaire (défaite 2-0). Le 18 octobre 2017, toujours en Ligue des Champions, il s'illustre face au FC Barcelone en marquant contre son camp en début de match, puis en inscrivant un but en toute fin de partie pour l'Olympiakos, qui s'incline malgré tout sur le score de 3-1.

### Empoli FC
Le 28 janvier 2019 Dimítris Nikoláou est recruté par l'Empoli FC en prêt avec option d'achat. Le 15 avril 2019 il joue son premier match sous ses nouvelles couleurs en étant titularisé lors d'une rencontre de Serie A face à l'Atalanta Bergame (0-0). Le club termine cependant 18e du championnat et est donc relégué à l'issue de la saison 2018-2019. La descente du club ne l'empêche de recruter Nikoláou et le 2 juin 2019 est annoncé que l'option d'achat est levée par Empoli.

#### Spezia Calcio
Le 9 août 2021, Dimítris Nikoláou s'engage en faveur du Spezia Calcio pour un contrat courant jusqu'en juin 2026. Il arrive en même temps que Samuel Mráz, lui aussi en provenance d'Empoli. 
Il joue son premier match pour la Spezia le jour de son 23e anniversaire, le 13 août 2021, lors d'une rencontre de coupe d'Italie contre le Pordenone Calcio. Titularisé dans une défense à trois ce jour-là, Nikoláou s'illustre en inscrivant également son premier but, d'une frappe de loin, et participe à la victoire de son équipe (1-3),. Nikoláou retrouve alors la Serie A le 23 août 2021, lors de la première journée de la saison 2021-2022, face au Cagliari Calcio. Il est titularisé et les deux équipes se neutralisent (2-2 score final).

#### Palerme FC
Le 14 juillet 2024, Dimítris Nikoláou rejoint le Palerme FC, qui évolue alors en Serie B. Il signe un contrat de quatre ans, soit jusqu'en juin 2028.

### En sélection
Appelé à plusieurs reprises avec les équipes de jeunes, il participe à l'Euro 2015 des moins de 17 ans avec l'équipe de Grèce des moins de 17 ans. Il joue trois matchs lors de ce tournoi, qui voit la Grèce ne pas dépasser le premier tour.
Avec les moins de 19 ans, il inscrit un but contre le Pays de Galles en novembre 2016, lors des éliminatoires du championnat d'Europe des moins de 19 ans 2017.
Avec les espoirs, il officie comme capitaine lors d'une rencontre amicale face au Monténégro, le 26 mars 2019 (score : 1-1). Il inscrit un but avec les espoirs, le 15 novembre 2019, face à l'Écosse. Ce match gagné 0-1 rentre dans le cadre des éliminatoires de l'Euro espoirs 2021.
Le 15 mai 2018, Dimítris Nikoláou honore sa première sélection avec la Grèce contre l'Arabie saoudite mais les Grecs sont battus 2-0.

## Palmarès
Olympiakos Le Pirée
- Champion de Grèce en 2017